# Amharština
Amharština (amharsky አማርኛ, Amarəñña) je semitský jazyk používaný na severu Etiopie. V této zemi je hlavním úředním jazykem a do jisté míry také lingua franca. Celkový počet mluvčích (i nerodilých) však stále nedosahuje ani poloviny obyvatel Etiopie. Mimo Etiopii amharštinu používá 2,7 milionů emigrantů (zejména v Egyptě, Izraeli, Švédsku, Rusku, v Kanadě a na východě Číny).

## Příklady

### Číslovky
| Číslice | Amharsky | Transliterace | Česky |
| ፩       | አንድ      | ānidi         | jeden |
| ፪       | ሁለት      | huletu        | dva   |
| ፫       | ሶስት      | sositi        | tři   |
| ፬       | አራት      | ārati         | čtyři |
| ፭       | አምስት     | āmisiti       | pět   |
| ፮       | ስድስት     | sidisiti      | šest  |
| ፯       | ሰባት      | sebati        | sedm  |
| ፰       | ስምንት     | siminiti      | osm   |
| ፱       | ዘጠኝ      | zet'enyi      | devět |
| ፲       | አስር      | āsiri         | deset |

## Vzorový text
Otče náš (modlitba Páně):
Besemayati yemitinori ābatachini hoyi, simihi yik’edesi.
Menigišitihi timit’a, fek’adihi besemayi inide honechi
inidīhu bemidiri tihuni.
Yeʾileti inijerachinini zarē sitʾeni.
Inyami degimo yebedelunini yik’iri inideminili
bedelachinini yiki’ri beleni.
Kekifumi ādineni inijī wede fetena ātagibani. Āmēni.

### Všeobecná deklarace lidských práv
| amharsky    | የሰው፡ልጅ፡ሁሉ፡ሲወለድ፡ነጻና፡በክብርና፡በመብትም፡እኩልነት፡ያለው፡ነው።፡የተፈጥሮ፡ማስተዋልና፡ሕሊና፡ስላለው፡አንዱ፡ሌላውን፡በወንድማማችነት፡መንፈስ፡መመልከት፡ይገባዋል።                                                                                     |
| transkripce | Yäsäwə ləǧə hulu siwälädə näs'ana bäkəbərəna bämäbətəmə ʾəkulənätə yaläwə näwə. Yätäfät'əro masətäwaləna həlina səlaläwə ʾänədu lelawənə bäwänədəmamačənätə mänəfäsə mämäləkätə yəgäbawalə. |
| česky       | Všichni lidé se rodí svobodní a sobě rovní co do důstojnosti a práv. Jsou nadáni rozumem a svědomím a mají spolu jednat v duchu bratrství.                                                  |